# Willy Lütcke
Willy Lütcke (* 12. September 1905 in Danzig; † 18. Juli 1982 in Velbert) war ein deutscher Maler, Grafiker und Bildhauer.

## Leben
Lütcke wurde in Danzig geboren und absolvierte ab 1919 eine Bildhauerlehre. Er studierte an der Kunstgewerbeschule und an der Technischen Hochschule Danzig. Ein Besuch einer Ausstellung im Danziger Stadtmuseum deutscher Bildhauer der Gegenwart inspirierte ihn. Im Alter von 26 hatte er seine erste Einzelausstellung an der Kunstkammer der Freien Stadt Danzig. In der Zeit des deutschen Nationalsozialismus wurde seine Kunst als „entartet“, „ostisch“ und seine angeblich „abstrakte“ Kunst als „nicht mehr akzeptabel“ eingestuft. Er fand Arbeit in einem Architekturteam und war vor allem an der Restaurierung von Schulgebäuden beteiligt. Von 1941 bis Ende des Zweiten Weltkriegs leistete er Kriegsdienst, zuletzt in Südtirol.
Seine „zweite Heimat“ fand er in Langenberg bei Mettmann, wo er seine Frau und Tochter wiederfand. Er war als Lehrer an der Berufsschule in Hattingen tätig und dozierte an der Volkshochschule in Langenberg. Er wurde Mitglied der Künstlergilde Esslingen. Im Zentrum von Langenberg steht eine seiner Stelen.
Skulpturen und Plastiken von ihm sind im öffentlichen Raum auffindbar. Im Auftrag des Danziger Förderkreises forscht das Museum Haus Hansestadt Danzig in Lübeck, das bereits über Bilder von ihm verfügt, nach weiteren Arbeiten, Besitzern seiner Werke und Informationen zum Künstler selbst.

## Auszeichnungen
- 1937: 1. Preis für die Ausmalung der Danziger Marienkirche